# 오다시
오다시(일본어: 大田市)는 일본 시마네현에 있는 시로 동해와 접한다. 시마네현에서 마스다시, 하마다시와 함께 이와미산다(石見三田)로 불린다. 2007년에 "이와미 은광 및 문화경관"이 유네스코 세계유산에 등재되었다.

## 지리
시마네현 중부 해안에 위치하며, 북쪽으로 동해, 남쪽으로 주고쿠 산지와 접한다. 다이센오키 국립공원의 일부인 산베산이 남동쪽에 위치한다.

## 인접하는 자치체
- 이즈모시
- 고쓰시
- 오치군 가와모토정, 미사토정
- 이시군 이난정

## 역사
센고쿠 시대부터 에도 시대에 걸쳐 일본 최대의 은광으로 여겨진 이와미 은광이 있는 곳이다. 이 은광은 1526년에 개발된 이래 오치씨와 그 뒤를 이은 모리씨, 이즈모의 아마고씨의 쟁탈전이 반복되었다. 에도 시대에 광산은 막부 직할령이 되었다. 그러나 에도 시대에 거의 고갈되어 1920년대에는 완전히 폐광되었다. 이 은광은 2007년에 "이와미 은광 및 문화경관"이라는 이름으로 유네스코 세계유산에 등재되었다.
- 1954년 1월 1일 - 아노군의 오다정·구테정·하네아즈마촌·도리촌·나가쿠촌·가와이촌 및 니마군의 구리촌·시즈마촌이 합병해 구 오다시가 성립하였다.
- 1956년 9월 30일 - 니마군 오모리정·이소타케촌·오야촌을 편입하였다.
- 2005년 10월 1일 - 구 오다시, 니마군 유노쓰정·니마정이 신설 합병해 새로운 오다시가 되었다. 동시에 니마군은 소멸하였다.

## 교통

### 철도
- 서일본 여객철도 산인 본선

### 도로
- 산인 자동차도(일본어판)
- 국도 제9호선
- 국도 제375호선 (일본)(일본어판)

## 인구
| 연도                      | 인구   | ±%     |
| ------------------------- | ------ | ------ |
| 1960                      | 66,021 | —      |
| 1965                      | 58,564 | −11.3% |
| 1970                      | 51,475 | −12.1% |
| 1975                      | 49,433 | −4.0%  |
| 1980                      | 49,570 | +0.3%  |
| 1985                      | 49,277 | −0.6%  |
| 1990                      | 47,291 | −4.0%  |
| 1995                      | 44,953 | −4.9%  |
| 2000                      | 42,573 | −5.3%  |
| 2005                      | 40,703 | −4.4%  |
| 2010                      | 38,069 | −6.5%  |
| 2015                      | 35,166 | −7.6%  |
| 2020                      | 32,846 | −6.6%  |
| Ōda population statistics |        |        |

## 기후
| 오다시의 기후                                                | 오다시의 기후 | 오다시의 기후 | 오다시의 기후 | 오다시의 기후 | 오다시의 기후 | 오다시의 기후 | 오다시의 기후 | 오다시의 기후 | 오다시의 기후 | 오다시의 기후 | 오다시의 기후 | 오다시의 기후 | 오다시의 기후   |
| 월                                                           | 1월           | 2월           | 3월           | 4월           | 5월           | 6월           | 7월           | 8월           | 9월           | 10월          | 11월          | 12월          | 연간            |
| ------------------------------------------------------------ | ------------- | ------------- | ------------- | ------------- | ------------- | ------------- | ------------- | ------------- | ------------- | ------------- | ------------- | ------------- | --------------- |
| 역대 최고 기온 °C (°F)                                       | 18.4 (65.1)   | 23.2 (73.8)   | 24.8 (76.6)   | 30.6 (87.1)   | 32.0 (89.6)   | 35.1 (95.2)   | 37.5 (99.5)   | 39.2 (102.6)  | 37.6 (99.7)   | 32.7 (90.9)   | 27.0 (80.6)   | 21.7 (71.1)   | 39.2 (102.6)    |
| 일평균 최고 기온 °C (°F)                                     | 8.8 (47.8)    | 9.8 (49.6)    | 13.4 (56.1)   | 18.8 (65.8)   | 23.7 (74.7)   | 26.6 (79.9)   | 30.3 (86.5)   | 32.2 (90.0)   | 27.9 (82.2)   | 22.7 (72.9)   | 16.9 (62.4)   | 11.2 (52.2)   | 20.2 (68.3)     |
| 일일 평균 기온 °C (°F)                                       | 5.0 (41.0)    | 5.5 (41.9)    | 8.3 (46.9)    | 13.3 (55.9)   | 18.0 (64.4)   | 21.7 (71.1)   | 25.8 (78.4)   | 27.0 (80.6)   | 22.7 (72.9)   | 17.2 (63.0)   | 12.1 (53.8)   | 7.3 (45.1)    | 15.3 (59.6)     |
| 일평균 최저 기온 °C (°F)                                     | 1.8 (35.2)    | 1.6 (34.9)    | 3.5 (38.3)    | 7.8 (46.0)    | 12.8 (55.0)   | 17.5 (63.5)   | 22.3 (72.1)   | 23.1 (73.6)   | 18.7 (65.7)   | 12.7 (54.9)   | 8.0 (46.4)    | 3.9 (39.0)    | 11.1 (52.1)     |
| 역대 최저 기온 °C (°F)                                       | −5.8 (21.6)   | −7.5 (18.5)   | −2.8 (27.0)   | −1.9 (28.6)   | 3.0 (37.4)    | 7.8 (46.0)    | 11.6 (52.9)   | 15.6 (60.1)   | 7.0 (44.6)    | 3.6 (38.5)    | 0.6 (33.1)    | −2.7 (27.1)   | −7.5 (18.5)     |
| 평균 강수량 mm (인치)                                        | 119.6 (4.71)  | 104.0 (4.09)  | 131.6 (5.18)  | 125.3 (4.93)  | 144.4 (5.69)  | 193.1 (7.60)  | 238.3 (9.38)  | 144.8 (5.70)  | 193.0 (7.60)  | 113.9 (4.48)  | 121.5 (4.78)  | 141.1 (5.56)  | 1,772.8 (69.80) |
| 평균 강수일수 (≥ 1.0 mm)                                     | 16.5          | 13.4          | 12.9          | 10.1          | 9.7           | 11.2          | 11.5          | 9.5           | 10.5          | 9.7           | 11.8          | 15.7          | 142.5           |
| 평균 월간 일조시간                                           | 63.6          | 87.5          | 147.6         | 190.5         | 212.4         | 166.4         | 179.3         | 213.4         | 164.6         | 162.4         | 114.5         | 69.2          | 1,767.3         |
| 출처: 일본 기상청 (평년값: 1991년~2020년, 극값: 1978년~현재) |               |               |               |               |               |               |               |               |               |               |               |               |                 |

## 자매 도시
- 대한민국 대전광역시(1987년) - 한자 표기가 서로 같은 것을 계기로 자매결연을 체결하였다.
- 일본 오카야마현 가사오카시(1990년)